# Friedrich Wilhelm Nietzsche
Friedrich Wilhelm Nietzsche [ˌfʀidʀɪç ˌv̥ɪlɦɛlm ˈniːt͡ʃə] (Röcken bei Lützen, 15 d'octubre de 1844 - Weimar, 25 d'agost de 1900) fou un filòsof alemany, considerat actualment com un dels més influents en el pensament del segle xx.
Va fer una crítica exhaustiva de la cultura, la religió i la filosofia occidental, mitjançant la reconstrucció dels conceptes que les integren, basant-se en l'anàlisi de les actituds morals (positives i negatives) cap a la vida. Aquest treball va afectar profundament generacions posteriors de teòlegs, filòsofs, psicòlegs, poetes, novel·listes i dramaturgs.
Va meditar sobre les conseqüències del triomf del secularisme de la Il·lustració, reflexió que expressà, d'una manera concisa, en la seva observació que «Déu ha mort». Nietzsche va rebre un ampli reconeixement durant la segona meitat del segle xx, com una figura significativa en la filosofia moderna del corrent irracionalista. La seva influència va ser particularment notòria en els filòsofs existencialistes, fenomenològics, postestructuralistes i postmoderns, especialment en autors francesos com Michel Foucault i Deleuze, entre d'altres. Si bé hi ha qui sosté que la característica definitòria de Nietzsche no és la temàtica que tracta sinó l'estil i la subtilesa amb què ho fa. És considerat un dels tres «mestres de la sospita» (segons la coneguda expressió de Paul Ricoeur), juntament amb Karl Marx i Sigmund Freud.

## Vida i evolució del seu pensament
Fou un home apassionat i apassionant. Els seus escrits no són fruit de la reflexió freda, com en altres pensadors contemporanis seus. Ans al contrari, traeixen un pathos intens i incontrolable. El pensament filosòfic de Nietzsche, d'un marcat caràcter poètic i personal, és una crítica dels valors tradicionals de la cultura occidental i l'intent d'elaborar una nova filosofia. En el seu pensament es distingeixen tres períodes:
1. Període romàntic, caracteritzat pels seus primers treballs d'interpretació i crítica de la cultura.
2. Període positivista, que es caracteritza per l'homenatge de la cultura i els esperits lliures.
3. Període fonamental: escriu Així parlà Zaratustra, on argumenta les seves tesis sobre nihilisme, la crítica de tots els valors, el superhome i l'etern retorn.

Després dels anys de formació del filòsof alemany, els tres períodes esmentats mantenen una perfecta unitat. Tanmateix, no és un autor sistemàtic; empra habitualment l'aforisme i el poema; el seu estil és fascinant. Però la manca d'un vocabulari tècnic i ben definit crea dificultats de comprensió. Els termes fonamentals –com voluntat de poder, nihilisme, etcètera– escapen a tota definició. No hi ha raonaments causals ni deduccions, sinó intuïcions. No evita la contradicció. El més fàcil és entendre'l malament.

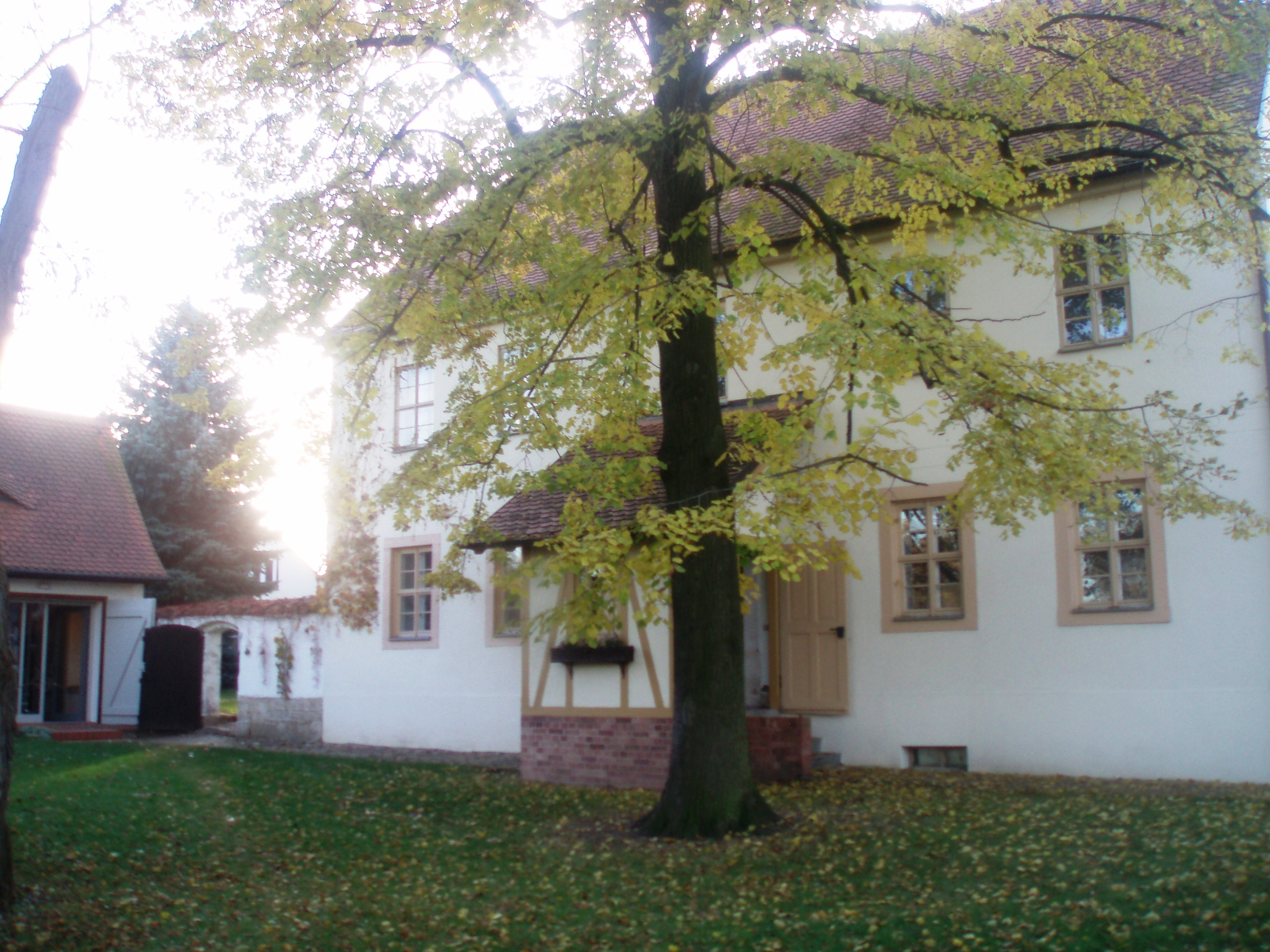
Casa natal a Röcken.

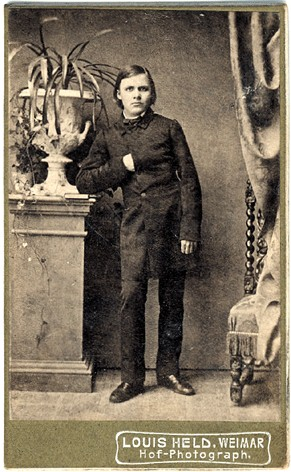
Friedrich Nietzsche, 1861.

### Anys de formació
Friedrich Wilhelm Nietzsche neix a Röcken, Saxònia-Anhalt (Prússia). Fill d'un pastor protestant. Rep la seva formació humanística a l'escola de Pforta a Turíngia. Aviat s'afecciona a la música, alhora que també comencen els mals de cap. El 1864, inicia els estudis de filologia clàssica a la universitat de Bonn i l'any següent, el 1865, a Leipzig, descobreix Schopenhauer, que l'entusiasma. El 1868, descobreix la música de Wagner.

### Període romàntic
El 1869, és nomenat catedràtic extraordinari de filologia clàssica de la Universitat de Basilea, i es converteix en la persona més jove que ha ocupat mai aquest càrrec. Són temps on es referma la seva amistat amb Wagner i també es remunta l'amistat amb el teòleg F. Overbeck i amb Paul Rée. El seu pensament s'inspira en els presocràtics (especialment Heràclit) i la música de Wagner.
El 1872, publica El naixement de la tragèdia, dedicada a Wagner. Nietzsche considera, llavors, l'art com el mitjà de penetrar en la realitat, en el fons nocturn de l'existència. Dionís, el déu de la nit, és l'artista, el poeta tràgic, l'actitud davant de la vida; mentre que el filòsof Sòcrates apareix ja com a enemic. En la tragèdia, l'heroi únic és Dionís. Però en l'evolució del pensament filosòfic, segons Nietzsche, la tragèdia grega va patir des que Eurípides va fer dels personatges objecte de banalitat i va treure importància a l'element dionisíac. Amb Sòcrates, el gran corruptor, triomfa l'«home teòric» sobre l'«home tràgic». Cal esperar la filosofia alemanya (Schopenhauer) i la música alemanya (Wagner) perquè torni a triomfar el que és tragicodionisíac.

### Període positivista
El 1878, trenca la seva amistat amb el compositor Wagner. L'any següent, les malalties l'obliguen a deixar l'ensenyament. Té trenta-cinc anys i comença una vida errant, viatjant sempre, especialment cap al Mediterrani i els Alps suïssos. Gairebé sempre solitari i amb recaigudes en la seva malaltia.
En aquest període abandona la filosofia de Schopenhauer, s'inspira en Voltaire i la il·lustració francesa i adopta una postura positivista per condemnar la metafísica, especialment el platonisme i la religió. La figura ara és l'home lliure. A Humà, massa humà (1878), llibre dedicat a Voltaire, denuncia tots els ideals de la cultura occidental a base d'aforismes. La mateixa orientació tenen les altres obres del període: Aurora (1881) i La gaia ciència (1882); ambdós títols molt significatius del seu pensament.

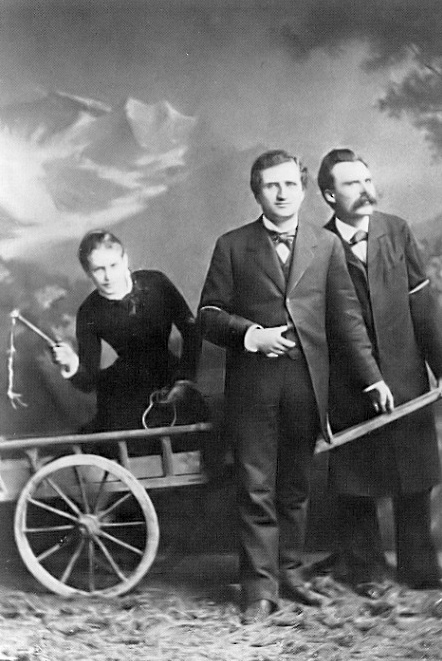
Lou Andreas-Salomé, Paul Rée i Nietzsche; escena fotogràfica ideada pel mateix Nietzsche, 1882.

El 1882, es produeix un dels episodis centrals de la seva vida: coneix la jove pensadora russa Lou Andreas-Salomé per qui patirà un enamorament sobtat i irresistible, i que li inspirarà un nou desig de viure. Festeja amb ella i la considera la seva companya perfecta. Juntament amb Paul Rée, mira de formar la "trilogia dels esperits lliures". Tanmateix, la jove rebutjarà la seva petició de matrimoni.

### Zaratustra. Filosofia del migdia
Amb Així parlà Zaratustra. Un llibre per a tots i per a ningú (1883-1884), el pensament de Nietzsche arriba a la seva màxima alçada; emprant una expressió de l'autor mateix sobre les parts del dia, és quan el seu pensament arriba al «migdia». Nietzsche s'encarregarà de dir que el que representa Zaratustra és el superhome.
Després de Així parlà Zaratustra les seves obres van canviar de signe: continua l'atac a la cultura occidental, la religió, la filosofia i la moral tradicionals, però varia la seva intenció i la metodologia emprada. Ara és molt més violent i apassionat, i l'expressió és cada cop més agressiva. La figura és la del filòsof a martellades que maldiu l'últim home, aquell que precedeix el superhome.
Les obres són les següents: Més enllà del bé i del mal, preludi d'una filosofia del futur (1886); La genealogia de la moral, un escrit polèmic (1887); Crepuscle dels ídols, o com es filosofa amb el martell (1889); L’Anticrist. Maledicció contra el cristianisme (1888, però publicada el 1894) i Ecce Homo. Com s'arriba a ser el que hom és (1888, publicada el 1908).
Finalment, el 1889, una profunda depressió li provocà un sobtat enfosquiment mental i va haver de ser ingressat en una clínica psiquiàtrica fins a la seva mort. Diagnòstic: paràlisi progressiva. A partir de llavors, amb la pèrdua definitiva de la raó, resta sota la tutela de la seva mare i la seva germana. Mor el 1900. La primera edició de les Obres completes apareix entre 1901 i 1913. Malgrat tot, la seva germana en va falsificar nombrosos passatges, en incloure-hi extractes d'altres autors que Nietzsche havia simplement recopiat. A partir del 1954, s'inicia la revisió crítica de la seva obra.
En aquest sentit, el 2024, gràcies a l'exahustiva edició crítica del corpus d'escrits nietzscheans per part de Giorgio Colli i Mazzino Montinari, el professor Joaquín Riera Ginestar va reconstruir  Magnum in parvo: Una filosofia en compendi (1888), en alemany Magnum in parvo: Eine Philosophie im Auszug, un projecte d'obra de Nietzsche concebuda a Sils Maria a finals d'agost de 1888, últim estiu de la seva vida lúcida, com a síntesi rigorosa i precisa del seu malaguanyat projecte capital La voluntat de poder i en què s'aborden els temes claus del seu pensament. En aquest sentit es pot considerar que aquesta obra "perduda" de l'últim Nietzsche és un text únic i clau dins de la seva creació filosòfica perquè permet accedir de manera clara, sintètica i alhora profunda al cor de moltes vegades pensament asistemàtic, fragmentat i abstrús del geni alemany.

## El missatge de Dionís
El naixement de la tragèdia és la primera obra de Nietzsche. Està dedicada al compositor Wagner i s'inspira en el filòsof Schopenhauer, especialment en l'obra El món com a voluntat i representació. Segons Nietzsche, la tragèdia es va originar gràcies a la fusió de dos elements contraposats de l'esperit grec: el que és dionisíac i el que és apol·lini. Dionís és el déu del vi, l'embriaguesa i la vegetació, i se li retia culte en orgies místiques. En canvi, Apol·lo és el déu de l'Olimp, déu del sol i de la claredat.
La contraposició entre ambdós déus, segons Nietzsche, és la següent: 
- Dionís representa la nit, la foscor, la voluntat irracional, l'U primordial i impersonal, l'embriaguesa i el dolor còsmic.
- Apol·lo representa el dia, la lluminositat, la raó, el principi d'individuació, el somni i l'alegria solar.

Dionís està més a prop de la vida, tot i que tots dos són necessaris. L'ésser humà, però, ha relegat Dionís en favor d'Apol·lo i es presenta tot el que sigui irracionalitat com quelcom negatiu, allunyant-se de la resta d'espècies, que es guien per l'instint, i del cosmos.

## El missatge de Zaratustra
Així parlà Zaratustra és l'obra fonamental de Nietzsche, on es conté l'essencial del seu missatge. Nietzsche rebutja qualsevol metafísica i es manté únicament en el camp axiològic dels valors morals. Per això, Nietzsche escull la figura de Zaratustra, ja que hi veu el creador de la moral –la contraposició bé/mal-; per aquest mateix motiu, invertint la seva significació històrica, el converteix en qui supera la moral, en qui va «més enllà del bé i del mal»: «Zaratustra va ser el primer a advertir que l'autèntica roda que fa que les coses es moguin és la lluita entre el bé i el mal –la transició de la moral al que és metafísic, com a força, causa, fi en si, és obra seva».
Malgrat tot, en la seva afirmació de la vida i de la voluntat de viure, en el seu acolliment del món, Zaratustra representa el mateix que Dionís: Zaratustra és Dionís despullat de la metafísica de Schopenhauer. El seu gran enemic és també Plató, Sòcrates i tot allò que representen. A més, ara l'enemic és la civilització cristiana.

### La voluntat de poder
Nietzsche, sempre malalt, descobreix el món, l'home i la vida com a voluntat de poder. Aquesta vida com a voluntat de poder és la voluntat de ser més, de viure més, de superar-se i demostrar una força sempre creixent; és a dir, és la voluntat de crear: «Sóc aquell –diu Zaratustra- que és impel·lit a superar-se a si mateix constantment».
El text d'Així parlà Zaratustra que millor expressa aquesta voluntat de poder és De la superació de si mateix: «En realitat, jo us dic: un bé i un mal que fossin imperibles no existeixen! Per si mateixos han de superar-se una vegada i una altra a si mateixos. L'interès preponderant de Nietzsche pels valors morals fa que la voluntat de poder sigui, en gran manera, voluntat creadora de valors; i alhora anihiladora dels valors d'abans.

### L'etern retorn
Segons Nietzsche, aquest és el tema clau d'Així parlà Zaratustra. És un tema extret de la mitologia i dels autors presocràtics, però en Nietzsche té un sentit cosmològic. Nietzsche vol refutar la concepció lineal i teleològica de l'univers, car afirma que no hi ha cap altre món que aquest; negant, doncs, el «reremón» platònic i la proposta cristiana d'un altre món. Aquest és el nostre únic món, i tota fugida a un altre és una pèrdua de la realitat. En conseqüència, hem de romandre fidels a la terra: «Jo us juro, germans meus, mantingueu-vos fidels a la terra i no cregueu a qui us parla d'esperances sobreterrenals! Són enverinadors, ho sàpiguen o no».
L'etern retorn adquireix, llavors, un sentit axiològic: és la suprema fórmula de fidelitat a la terra, del sí a la vida i al món. I Zaratustra és, justament, el profeta de l'Etern Retorn. En aquest sentit, Nietzsche simultanieja dues afirmacions: per una banda, el valor de la innocència de l'esdevenir i l'evolució a favor d'Heràclit d'Efes i contra el platonisme; per altra banda, el valor de la vida i l'existència contra qualsevol pensament pessimista. L'etern girar (que representa aquest etern retorn) simbolitza que aquest món és l'únic món; a més afegeix que tot és bo i justificable. L'etern retorn expressa el desig que tot sigui etern; no voler que res sigui diferent, ni en el passat, ni en el futur, ni per tota l'eternitat. D'aquesta manera, la filosofia de Nietzsche es converteix en una filosofia afirmativa, malgrat ser també una filosofia que diu no a tot allò que Nietzsche considera negatiu i destructiu.

### La inversió dels valors
El pensament de Nietzsche se centra en l'afirmació de la vida. Per això, la inversió dels valors –o, més exactament, la revaloració dels valors-, on cal afirmar altre cop la vida. Nietzsche afirma que cal recuperar la innocència primitiva i estar més enllà del bé i del mal: «En el fons, dues són les negacions que conté en si mateixa la paraula immoralista. Jo nego, en primer lloc, un tipus d'home considerat fins ara com el tipus suprem, els bons, els benèvols, els benèfics; jo nego, d'altra banda, una espècie de moral que ha arribat a tenir vigència i domini moral en si –la moral de la decadència, parlant de manera més clara, la moral cristiana».

### L'home i el superhome
L'home és un ésser a mig fer, un pont entre la bèstia i el superhome, l'únic animal que encara no s'ha consolidat. Cal, doncs, superar l'home o tornar a l'animalitat primitiva. Però l'home és l'animal que mira al futur, que és capaç de concebre ideals. Tres han estat les versions de l'ideal humà:
1. L'estètic, que és interpretat com a harmonia de vida i raó.
2. El científic, en el qual l'ésser humà coneix la realitat nua, per la qual cosa acaba afirmant enèrgicament la vida.
3. El superhome, que personifica el valor suprem de la vida, la més alta manifestació del qual és la voluntat de poder.

El superhome és un ésser superior, lliure dels valors del passat, autònom, agressiu i legislador.
Ell és la seva pròpia norma, perquè es troba més enllà del bé i del mal. Representa el fi suprem de la humanitat; la vida que el meni serà ascendent i natural, la que l'aparti, serà descendent i antinatural.
De quina manera apareixerà el superhome és una cosa que Nietzsche no explica, tot i que la noció de sobrehumà ja apareix anteriorment, especialment durant el romanticisme. Els autors d'aquest moviment literari designaven un ideal impossible que iluminava els límits de l'existència humana: Lord Byron (Manfred), o Giacomo Leopardi (Zibaldone) l'evoquen amb desesperació o ironia. En Dostoievski també aborda el tema del superhome a Crim i Càstig. En el romanticisme, el superhome no té una superioritat legal als altres homes sinó més aviat una superioritat moral. En el cas de Nietzsche, potser cal entendre que el portarà l'etern retorn i que el superhome és el primer home, l'innocent home primitiu que encara perdura dels temps presocràtics. En qualsevol cas, Nietzsche presenta el superhome com el fruit de tres transformacions: «Com l'esperit es converteix en camell, el camell en lleó i el lleó, a la fi, en infant». El camell s'agenolla per carregar amb el pes que li llança el gran drac. Després, l'esperit es transforma en lleó que vol conquerir la seva llibertat, llançar els antics valors i poder dir que és la seva voluntat. Però el lleó, incapaç de crear nous valors, ha d'esperar que l'esperit es transformi en infant. «Per què el lleó rapaç ha de convertir-se en infant? Innocència és l'infant, i oblit, un nou començament, un joc, una roda que es mou per si mateixa, un primer moviment, un sant dir sí». Així parlà Zaratustra. De les tres transformacions. Primer capítol.) El superhome, doncs, posseeix la innocència de l'infant, viu més enllà del bé i del mal, posseeix el poder de crear nous valors, viu fidel a la terra. En resum, el superhome no és sinó l'encarnació de tot el missatge de Nietzsche: no és un personatge terrible; és un infant.
Nietzsche assenyala com a condició per a l'aparició del superhome la mort de Déu; en la mesura que Déu representa l'antinòmia de la vida i la negació de la innocència de l'ésser humà. «El concepte Déu, inventat com a concepte antitètic de la vida –en aquest concepte es concentra tot allò que és nociu, enverinador, difamador, tota l'hostilitat a mort contra la vida».

## La crítica de la cultura occidental
L'origen de la cultura occidental s'ha de cercar en la civilització grega, on es manifesten clarament dos valors complementaris:
- El de la vida, que és representat pel déu Dionís que simbolitza el vigor, el plaer, la renovació i la destrucció.
- El de la raó, representat pel déu Apol·lo, símbol de les formes de la raó i l'harmonia.

La cultura occidental es fonamenta en la dissociació d'aquests dos valors i en el sotmetiment de la vida a la raó. L'instrument d'aquesta dissociació fou Sòcrates, i a partir d'ell l'antiga Grècia es presentà com el món de la claredat, on la raó triomfa per sobre els instints. Però sotmetre la vida a la raó és un error. La cultura occidental, per tant, està viciada des del seu origen, en instaurar la racionalitat a qualsevol preu. Aquest error dogmàtic s'arrossega des que Plató inventà l'esperit pur i la idea del bé en si mateix. Per eliminar aquest error de base, cal criticar el dogmatisme platònic i fer-ho des de tots els camps en què es manifesta: moral, religiós i filosòfic.
- La moral occidental és antinatural, ja que aquesta moral imposa lleis (virtuts) en contra dels instints primordials de vida.
- La religió és alienant. Neix de la por que l'ésser humà té de si mateix, és com un mecanisme de defensa que permet atribuir el destí a un ésser més poderós: Déu.
- La filosofia, i en concret la metafísica, es fonamenta en un error: la creença, d'origen platònic, en l'existència del món que és l'antítesi del món real, un món perfecte i absolut que porta a creure que la inevitable realitat no es pot trobar entre les coses lligades al devenir, per la qual cosa els filòsofs s'esforcen d'acostar-se a l'altre món, per estar en possessió de la veritat, sense adonar-se que "les característiques que s'han assignat al veritable ésser de les coses són les del no ser, del no-res, pel fet de ser una pura il·lusió".

La cultura occidental ja ha arribat a la seva decadència, i cal preparar l'emancipació de l'ésser humà de tots els valors morals per tornar-li el dret a la vida. Aquesta és la tasca del vitalisme.

### El diagnòstic: el nihilisme
És un moviment propi de la història de la cultura occidental. L'esperit occidental, causat pels alts, inadequats i ficticis valors del seu món de rendes, es torna nihilista, és a dir, perd la fe en aquests valors. Aleshores, la cultura resta sense sentit, perquè el nihilisme esdevé una força destructora de la base de la cultura occidental, de Déu, el Déu monoteista. Aquest Déu mor perquè entre tots l'hem assassinat. Quan ens adonem d'aquest fet, podrem superar l'estat nihilista, tot construint una nova taula de valors que porti al superhome.
Friedrich Nietzsche, amb el seu nihilisme actiu, d'una banda, és una potència violenta de destrucció, que procedeix d'un creixent poder de l'esperit per al qual els valors fins al moment vigents ja no poden tenir cap vigència. Els valors són destruïts directament per la voluntat de poder, la voluntat de poder crear nous valors. Nietzsche vol crear una civilització nova abans que s'ensorri definitivament l'antiga.

### La critica a la filosofia
Segons Nietzsche, la filosofia occidental ha quedat corrompuda des de Sòcrates i Plató. Sòcrates, perquè va fer triomfar la raó contra la vida; i Plató, perquè va crear un «altre món» desvalorant aquest, a la vegada que va inventar l'esperit pur i el «bé en si». Darrere aquests filòsofs, s'amaga l'esperit de la decadència, l'odi a la vida i al món, el temor de l'instint.
Nietzsche no perdona quasi res a la filosofia occidental i només sembla salvar Heràclit. Nietzsche ataca els principals conceptes metafísics com a enganys gramaticals o del llenguatge. El pitjor de tots aquests és el concepte d'«ésser». Però també ataca el concepte de «jo» de Descartes, «cosa en si» de Kant, i els conceptes de substància... Tots aquests conceptes són per a Nietzsche una desestimació del valor dels sentits i de la raó. En canvi, el filòsof alemany afirma que hem d'acceptar el testimoni dels sentits: «el que és real és l'esdevenir» (Heràclit). En resum, el suprem error de la metafísica és haver admès un «món veritable» enfront d'un «món aparent», quan només aquest últim és el real. La història de la filosofia pot ser considerada com una història de l'alliberament del fantasma del món veritable: «El món veritable –una idea que ja no serveix per a res, que ni tan sols obliga, una idea que s'ha tornat inútil, supèrflua conseqüentment, una idea refutada, eliminem-la!».
Nietzsche, finalment, va modificar el concepte de veritat. No solament el fenomen és tot el que hi ha, sinó que no admet «veritats en si». Una veritat vertadera ho és pel seu valor pragmàtic: la voluntat de veritat és només voluntat de poder: és veritat el que augmenta el poder, allò que serveix per a la vida. I contra el dogmatisme metafísic, Nietzsche defensa que no hi ha coses sinó perspectives («perspektiven»): la qüestió què és això? No és més que la pregunta: què és això per a mi?

### La crítica i la moral
En La genealogia de la moral (1887), Nietzsche aborda la crítica de la moral vigent a partir de l'estudi de l'origen dels prejudicis morals. Nietzsche afirma que la investigació filològica en diverses llengües (Nietzsche era filòleg) el va conduir al resultat següent: en totes les llengües, «bo» (gut) va significar primitivament el noble i aristocràtic, contraposat a «dolent» (böse) en el sentit –no moral- de simple, vulgar i plebeu. Aquestes dues denominacions bo/dolent són creades pels nobles i els poderosos, en la mesura que són ells els que tenen el poder de donar-se i donar noms. L'anterior és el que s'anomena la moral d'amos i esclaus.
Malgrat tot, més tard sorgeix una altra contraposició: la de «bo» (gut) i «dolent/malvat» (böse), ja de caràcter moral. Aquesta nova contraposició s'enfronta a l'anterior i la desplaça. L'origen històric és que els que eren considerats dolents (en el sentit de baixos i plebeus) es rebel·len i s'anomenen a si mateixos bons i parlen dels nobles com a malvats. Aquesta transformació es deu als jueus, i els cristians la van prosseguir.
El cristianisme, segons Nietzsche, no és sinó platonisme per al poble i arriba a la conclusió que la moral sorgeix com a resultat de la rebel·lió dels esclaus i és producte d'una actitud reactiva, del ressentiment. El ressentiment és qui va crear els valors morals d'Occident i és el responsable de l'aparició d'una civilització enemiga de la vida i d'un home mediocre. Ras i curt, és el causant del nihilisme que amenaça Occident. Nietzsche espera que si fins ara la lluita entre els conceptes «bo-dolent» i «bo-malalt» s'ha resolt fins ara amb la victòria del segon parell, arribarà el dia en què es podrà viure «més enllà del bé i del mal» i es recobrarà la primitiva innocència, i apareixerà el superhome anunciat per Zaratustra.

## Obres publicades

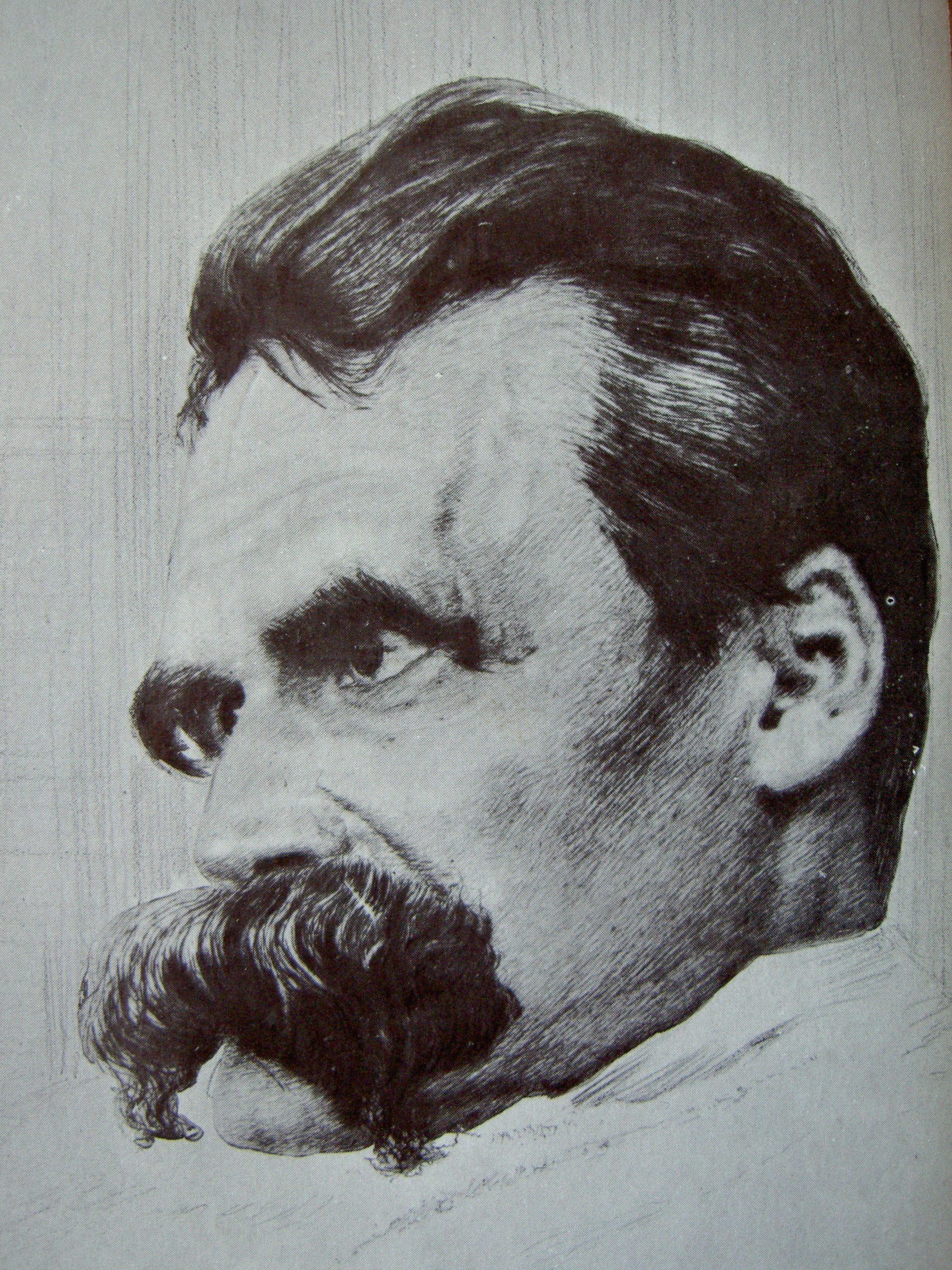
«Kleiner Nietzsche-Kopf», dibuix de Hans Olde per a la fotoserie «Der kranke Nietzsche», 1899.

- Die Geburt der Tragödie aus dem Geiste der Musik (El naixement de la tragèdia en l'esperit de la música) (1872)
- Über Wahrheit und Lüge im außermoralischen Sinne (Sobre la veritat i la mentida en sentit extramoral) (1873)
- Menschliches, Allzumenschliches. Ein Buch für freie Geister (Humà, massa humà. Un llibre per als esperits lliures) (1878)
- Morgenröte – Gedanken über die moralischen Vorurteile (Aurora, pensaments sobre la moral concebuda com a prejudici) (1881)
- Die fröhliche Wissenschaft (la gaya scienza) (La gaia ciència) (1882)
- Also sprach Zarathustra. Ein Buch für Alle und Keinen (Així parlà Zaratustra. Un llibre per a tothom i per a ningú) (1883-1885)
- Jenseits von Gut und Böse - Vorspiel einer Philosophie der Zukunft (Més enllà del bé i del mal, preludi a una filosofia del pervindre) (1886)
- Zur Genealogie der Moral. Eine Streitschrift (Sobre la genealogia de la moral. Un escrit polèmic) (1887)
- Magnum in parvo: Eine Philosophie im Auszug (Magnum in parvo: Una filosofia en compendi) (1888)
- Götzen-Dämmerung oder wie man mit dem Hammer philosophiert (El crepuscle dels ídols. Com filosofar a cops de martell) (1888)
- Der Antichrist. Fluch auf das Christenthum (L'Anticrist / L'Anticristià. Maledicció sobre el cristianisme) (1888)
- Ecce homo. Wie man wird was man ist (Ecce Homo. Com s'arriba a ser allò que s'és) (1888)

### Traduccions al català
- Així parlà Zaratustra. Traducció de Manuel Carbonell Florensa. Barcelona: Quaderns Crema, 2007. ISBN 978-84-7727-075-1
- Així parlà Zaratustra. Traducció de Manuel Carbonell Florensa. Barcelona: Edicions 62, 1994² (Les Millors Obres de la Literatura Universal, nº 27.). ISBN 978-84-297-2069-3  ISBN 84-297-2069-3
- Ecce Homo: com s'arriba a ser allò que s'és. Traducció i pròleg de Josep Maria Terricabras. La Creueta (Girona): Editorial Accent, 2007. ISBN 978-84-936095-2-8
- El naixement de la tragèdia o hel·lenisme i pessimisme. Seguit de correspondència amb l'autor. Introducció de Mosè Cometta. Traducció de Joan Ferrarons. Leipzig: Cedres Vermells, 2014. ISBN 978-84-61707-44-7
- El naixement de la tragèdia. Introducció de Jaume Pòrtulas. Traducció de Manuel Carbonell. Martorell: Adesiara editorial, 2011 (Col·lecció Vagueries). ISBN 978-84-92405-37-4
- La gaia ciència. Traducció de Joan Leita. Barcelona: Editorial Laia, 1984. ISBN 978-84-7222-439-1
- La genealogia de la moral - un escrit polèmic. Traducció de Joan Leita. Barcelona: Edicions 62, 2008³. ISBN 978-84-297-3914-5
- L'Anticrist - maledicció sobre el cristianisme. Edició d'Antonio Morillas Esteban. Traducció de Marc Jiménez Buzzi. Barcelona: Llibres de l'Índex, 2008². (Col·lecció Els Clàssics de l'Índex, 3). ISBN 978-84-95317-56-8
- Llibre de Sentències, seguit de Sobre veritat i mentida en sentit extramoral. Traducció i edició a cura de Joan B. Llinares. Benicull de Xúquer (València): Mig editorial de poesia, S.L., 2001. (Col·lecció Xènius núm. 3). ISBN 84-95043-92-0
- Més enllà del bé i del mal. Traducció de Miquel Costa. Barcelona: Edicions 62, 2001 (Textos Filosòfics, núm. 85.). ISBN 978-84-297-4793-5, ISBN 84-297-4793-1
- Poesies. Edició bilingüe. Traducció de Manuel Carbonell Florenza. Barcelona: Quaderns Crema, 1999 (Col·lecció In amicorum numero, 11). ISBN 978-84-7727-221-2
- Sobre veritat i mentida en sentit extramoral. Vicente Vilana Taix i Alejandro Archilés Quintana. Traducció de Juan José Ruiz Cortina i Joan Baptista Llinares Chover i Vicent Berenguer. Sant Antoni de Benaixeve (València): Diálogo, 2006³. ISBN 978-84-95333-22-3
- Sobre veritat i mentida en sentit extramoral. Sobre Teognis de Mègara. Traducció de Raül Garrigasait Colomés i Oriol Ponsatí Murlà (Sobre Teognis de Mègara), i Josep Maria Terricabras (Sobre veritat i mentida en sentit extramoral). Girona: Edicions de la l·l (Accent Llibres SLU), 2011 (Col·lecció Quadrivium, 2). ISBN 978-84-938587-2-8
- El cas Wagner. Nietzsche contra Wagner. Traducció de Jaume Creus i del Castillo. Barcelona: edicions 1984, 2012 (col·lecció De bat a bat) ISBN 978-84-92440-92-4
- Crepuscle dels ídols. Traducció: Manuel Carbonell.  Martorell: Adesiara editorial, 2022. ISBN 978-84-16948-87-1.